# Hoet-Nesoe
Hoet-Nesoe (ook Hoet-Nesoet, "huis van de koning", moderne naam Kom el-Ahmar Sawaris) is de sinds het Oude Rijk geattesteerde Oudegyptische naam van de hoofdstad van de 18e Opper-Egyptische valkengouw. De recentere nederzetting Sharuna ligt aangrenzend in de buurt ervan in het gouvernement Al-Minya op de oostelijke Nijloever tegenover die van Per Medjen. 
De verschijningsvorm van de lokale godheid van Hoet-Nesoe Neb-hoet-nesoe (Heer van Hoet-nesoe) wisselde in de loop van de geschiedenis van het Oude Egypte. In het Oude Rijk was het Nemti, in het Nieuwe Rijk Horus en later tot aan het einde van de Grieks-Romeinse tijd Osiris alsook Sobek. 
Horemheb, die Hoet-Nesoe als zijn geboorteplaats vermeldt, noemde Neb-hoet-nesoe in zijn verschijningsvorm als Horus tegelijkertijd als zijn persoonlijke beschermgod die hem het koningschap zou hebben geschonken.